# Журавець блискучий
{{#ifeq:0|0|{{#if:|{{#if:Geraniumlucidum|[[]}}|}}}}

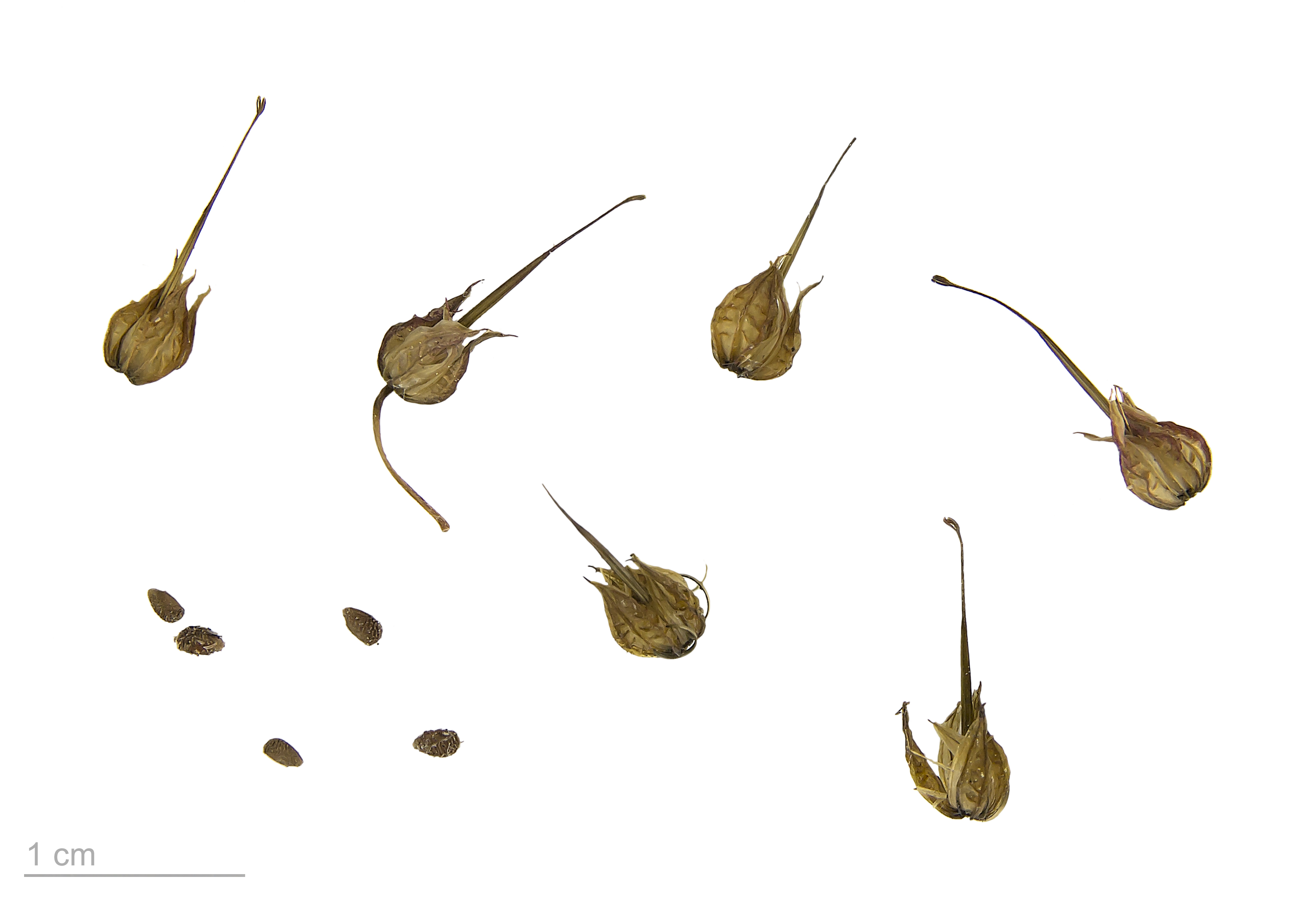
Geranium lucidum - Тулузький музей

Журавець блискучий (Geranium lucidum) — вид трав'янистих рослин родини геранієві (Geraniaceae), поширений у Європі, Західній Азії та Північній Африці.

## Опис
Герань блискуча — однорічна рослина з ламкими, голими стеблами довжиною до 35 см. Листя округлі або ниркоподібні, пальчасто-лопатеві або розділені на дві — три частини, іноді з короткими волосками на верхній поверхні.
Квіти зібрані по п'ять, яскраво рожевого кольору, близько 10 мм в діаметрі, пелюстки від 8 до 10 мм. Ростуть парами з травня по серпень. Насіння закрите в капсулах, ребристих та волохатих по краях. При відкритті розкриваються на п'ять частин.
Насіння гладке. Вся рослина має тенденцію червоніти.

## Поширення
Блискуча герань росте у Європі, Азії та Північній Африці. Ця рослина поширена у Великій Британії та Ірландії, особливо на південному заході та заході, але рідко в Шотландії.

## Середовище проживання
Блискуча герань часnо зустрічається на вапнякових скелях та стінах, придорожніх узбіччях, берегах, садах; вона росте у крейдяному або крейдяному ґрунті. Крім того, часто зустрічається на кислих ґрунтах і затінених берегах.
Добре розповсюджується, тому що насіння викидається з капсули, що дозволяє їм скочуватись по схилах.